# Sascha Paeth
Sascha Paeth (9 septembre 1970 à Wolfsbourg) est un musicien allemand, guitariste, bassiste, producteur.
Il a entre autres été le premier manager de Rhapsody. Il s'occupe maintenant de la coproduction.
Musicien de talent (il a été guitariste du groupe Heaven's Gate) et bassiste pour le projet solo de Luca Turilli, il a enregistré la basse de Legendary Tales et de Power Of The Dragonflame, dont il signe l'intro acoustique de Gargoyles, Angels Of Darkness...

## Travaux

### Productions
- 1996 - Holy Land (CD)
- 1997 - Legendary Tales (CD)
- 1998 - Symphony of Enchanted Lands (CD)
- 1999 - The Fourth Legacy (CD)
- 1999 - King of the Nordic Twilight (CD)
- 2000 - Dawn of Victory (CD)
- 2000 - Holy Thunderforce (CD5")
- 2001 - Karma (CD)
- 2001 - Rain of a Thousand Flames (CD)
- 2002 - Power of the Dragonflame (CD)
- 2002 - Ritual (CD)
- 2003 - Epica (CD)
- 2003 - Epica (Limited Digipack) (CD)
- 2004 - Giant Robot Spare Parts Vol. 1 (2xCD)
- 2004 - Tales from the Emerald Sword Saga (Limited Edition) (CD)
- 2004 - Fables & Dreams (CD)
- 2005 - Consign to Oblivion (Limited Edition) (CD + DVD)
- 2005 - Reason (CD)
- 2005 - Superheroes (CD5")
- 2005 - The Black Halo (CD)
- 2005 - First Works (CD)
- 2005 - The Score - An Epic Journey (SACD)]
- 2006 - Rocket Ride (Digibook) (CD)
- 2006 - The Edge of Infinity (CD)
- 2007 - Ghost Opera (CD)
- 2007 - The Divine Conspiracy (CD)
- 2015 - Haven
- 2018 - The Shadow Theory

### Coproductions
- 1999 - Black Hand Inn (CD)
- 2003 - Exordium (EP) (CD + DVD)
- 2004 - Symphony of Enchanted Lands II: The Dark Secret (CD)
- 2004 - Symphony of Enchanted Lands II: The Dark Secret (Limited Edition) (CD + DVD)
- 2005 - The Magic of the Wizard's Dream (CD5")

### Mixes
- 2000 - Holy Thunderforce (CD5")
- 2001 - Fata Morgana (CD)
- 2002 - Power of the Dragonflame (CD)
- 2002 - Only Human(CD)
- 2004 - Invisible Circles (CD)
- 2004 - Symphony of Enchanted Lands II: The Dark Secret (CD)
- 2004 - Symphony of Enchanted Lands II: The Dark Secret (Limited Edition) (CD + DVD)
- 2004 - Fables & Dreams (CD)
- 2005 - First Works (CD)
- 2005 - Consign to Oblivion (Limited Edition) (CD + DVD)
- 2005 - Reason (CD)
- 2005 - The Magic of the Wizard's Dream (CD5")
- 2005 - Remagine (CD)
- 2006 - Rocket Ride (Digibook) (CD)
- 2006 - The Edge of Infinity (CD)

### Mastering
- 2001 - Fate of a Dreamer (CD)

### Participations
- 1993 - Insanity and Genius (CD)
- 1996 - Holy Land (CD)
- 1997 - Legendary Tales (CD)
- 1998 - Fireworks (CD)
- 2002 - Power of the Dragonflame (CD)
- 2002 - Prophet of the Last Eclipse (CD)
- 2003 - The Phantom Agony (Limited Edition) (CD)
- 2004 - Giant Robot Spare Parts Vol. 1 (2xCD)
- 2004 - RituAlive (CDE (Enhanced CD))
- 2005 - Reason (CD)
- 2005 - Superheroes (CD5")
- 2005 - The Black Halo (CD)
- 2006 - Rocket Ride (Digibook) (CD)
- 2006 - One Cold Winter's Night (DVD)
- 2006 - The Infinite Wonders of Creation (CD)
- 2008 - Avantasia : The Scarecrow (CD)
- 2010 - Avantasia : The Wicked Symphony (CD)
- 2010 - Avantasia : Angel of Babylon (CD)
- 2013 - Avantasia : The Mystery of Time (CD)
- 2016 - Avantasia : Ghostlights (CD)